# One More Chance (The Notorious B.I.G.)
One More Chance is een nummer van de Amerikaanse rapper The Notorious B.I.G. uit 1995. Het is de vierde en laatste single van zijn debuutalbum Ready to Die.
De albumversie van "One More Chance" is duidelijk anders dan de singleversie. Op de albumversie is namelijk ook het R&B-trio Total te horen, terwijl op de singleversie zangeres Faith Evans te horen is in plaats van Total. Het nummer behaalde de 2e positie in de Amerikaanse Billboard Hot 100. In Nederland behaalde het nummer geen hitlijsten, toch geniet het er wel bekendheid.